# George Dance l'Ainé
George Dance dit « l’Ainé »  (né en 1695 – mort le 8 février 1768) est un architecte britannique du XVIIIe siècle.
Il commença sa carrière comme géomètre-expert pour la compte de la Cité de Londres, avant de devenir architecte en 1735.
L’une de ses œuvres les plus notables fut Mansion House au sein de la City qui devint la résidence officielle du lord-maire.
George Dance l’Ainé eut cinq fils dont :
- James Dance (1722–1744), acteur et dramaturge ;
- Nathaniel Dance-Holland (1735–1811), portraitiste et homme politique ;
- George Dance le Jeune (1741–1825), architecte.

Son petit-fils Nathaniel Dance (1748-1827), le fils de James, fut un commandant très célèbre de la British East India Company